# Acantholibitia pustulosa
Acantholibitia pustulosa is een hooiwagen uit de familie Cosmetidae. De wetenschappelijke naam van Acantholibitia pustulosa gaat  terug op Mello-Leitão.